# Brahmidia celebica
Brahmidia celebica är en fjärilsart som beskrevs av Lambertus Johannes Toxopeus 1937. Brahmidia celebica ingår i släktet Brahmidia och familjen Brahmaeidae. Inga underarter finns listade i Catalogue of Life.